# Lamplmühle
Lamplmühle ist ein Ortsteil von Püchersreuth im Landkreis Neustadt an der Waldnaab des bayerischen Regierungsbezirks Oberpfalz.

## Geographische Lage
Die Einöde Lamplmühle befindet sich auf einem schmalen Streifen zwischen der Waldnaab im Westen und der Bahnstrecke Weiden–Oberkotzau im Osten.
400 m südöstlich von Lamplmühle mündet der Wildweiherbach in die Waldnaab.
Der nächstgelegene Bahnhof ist der Bahnhof von Windischeschenbach, 3,5 km nördlich von Lamplmühle.
Lamplmühle liegt 5 km westlich von Püchersreuth, 3,5 km nördlich von Neustadt an der Waldnaab und 4 km südlich von Windischeschenbach.

## Geschichte
Lamplmühle (auch Lemplmuhl, Lempelmühl) lag im Herrschaftsbereich der Burg Neuhaus. Die Burg Neuhaus war Ende des 13. Jahrhunderts von Landgraf Ulrich I. von Leuchtenberg erbaut und ab 1328 an das Kloster Waldsassen verpfändet worden. Ab 1515 gingen die Burg und ihr Herrschaftsbereich ganz in das Eigentum des Klosters Waldsassen über.
Kurfürst Ottheinrich führte 1542 per Erlass die protestantische Konfession in seinem Fürstentum ein. In den Jahren 1548 bis 1571 ging die Herrschaft des Klosters Waldsassen nach und nach in die kurpfälzische Landeshoheit über. Im Rahmen der von Ottheinrich 1558 durchgeführten Neuordnung des Kirchenwesens in der gesamten Oberen Pfalz wurde Wurz Pfarrei in der Superintendentur Tirschenreuth.
Die Pfarrei Wurz umfasste die Ortschaften Kotzenbach, Pfaffenreuth, Mitteldorf, Rotzendorf, Walpersreuth, Eppenreuth, Kahhof, Lamplmühle, Ernsthof, Stinkenbühl, Rotzenmühle, Wurmsgefäll, Geißenreuth. Ihr Pfarrer war Michael Schiffendecker aus Runneburg bei Zwickau. Im Pfarr-Urbar von 1572 wurde Lamplmühle als Teil der Pfarrei Wurz und zum Gericht Neuhaus gehörig aufgeführt.
Das Ämterverzeichnis von 1622 erwähnte Lamplmühle mit einer Mannschaft und das Steuerbuch von 1630 mit einer Mühle.
Bei der Gegenreformation wurde Wurz wieder katholisch, die kirchliche Einteilung Ottheinrichs wurde aufgehoben und der Zustand von vor der Reformation wieder hergestellt. Der Stift Waldsassen wurde 1669 an die Zisterzienser zurückgegeben.
Die Pfarrei Wurz gehörte nun zum Dekanat Nabburg.
1792 hatte Lamplmühle einen Untertan. Seit 1808 war Wurz Gemeinde- und Steuerdistrikt mit den Ortschaften Wurz, Kahhof, Kotzenbach, Lamplmühle und Pfaffenreuth. Wurz gehörte zunächst zum Landgericht Tirschenreuth und wurde 1857 in das Landgericht Neustadt an der Waldnaab umgegliedert. 1978 wurde die Gemeinde Wurz mit ihren Ortsteilen in die Gemeinde Püchersreuth eingegliedert.

## Einwohnerentwicklung ab 1819
| Jahr | Einwohner | Gebäude |
| ---- | --------- | ------- |
| 1819 | 5         | 1       |
| 1838 | 12        | 1       |
| 1871 | 7         | 6       |
| 1885 | 11        | 2       |
| 1900 | 13        | 1       |
| 1913 | 6         | 1       |

| Jahr | Einwohner | Gebäude |
| ---- | --------- | ------- |
| 1925 | 12        | 2       |
| 1950 | 17        | 3       |
| 1961 | 10        | 2       |
| 1970 | 5         | k. A.   |
| 1987 | 9         | 2       |
| 2011 | 5         | k. A.   |